# Horst Rimpler
Horst Rimpler (* 22. September 1935 in Berlin; † 24. August 2018) war ein deutscher Pharmazeut und Hochschullehrer.

## Leben
Horst Rimpler studierte von 1957 bis 1960 Pharmazie an der Freien Universität Berlin und promovierte 1960 bei Rudolf Hänsel. 1969 folgte ebenfalls an der FU Berlin die Habilitation, wo er von 1971 bis 1976 eine Professur für Biologie innehatte. Von 1971 bis zu seiner Emeritierung 2000 war Rimpler Professor am Institut für Pharmazeutische Biologie an der Albert-Ludwigs-Universität Freiburg.
Rimpler war Mitglied der Gesellschaft für Arzneipflanzen- und Naturstoff-Forschung und der International Association for Plant Taxonomy.

## Wissenschaftliches Werk
Hauptforschungsgebiete von Horst Rimpler waren die Inhaltsstoffe von Arzneipflanzen und die Systematische Botanik. Er beschäftigte sich mit der Struktur und der Verbreitung von Iridoiden, sowie phytochemischen Untersuchungen von gerbstoffhaltigen Arzneipflanzen.

## Publikationen
Rimpler war Autor, Mitautor und Herausgeber verschiedener Werke:
- Horst Rimpler: Pharmazeutische Biologie. 8. Auflage. Wissenschaftliche Verlagsgesellschaft Stuttgart, Stuttgart 2016, ISBN 978-3-8047-3261-2.
- Rudolf Hänsel, Konstantin Keller, Horst Rimpler, Georg Schneider (Hrsg.): Hagers Handbuch der Pharmazeutischen Praxis. 5. Auflage. Springer Verlag, Berlin, Heidelberg 1994, ISBN 3-642-63390-0 (eingeschränkte Vorschau in der Google-Buchsuche).
- Ernst Reinhard, Theodor Dingermann, Wolfgang Kreis, Horst Rimpler, Ilse Zündorf: Reinhard Pharmazeutische Biologie 1. Grundlagen für Studium und Praxis. 7. Auflage. Wissenschaftliche Verlagsgesellschaft, Stuttgart 2010, ISBN 978-3-8047-2625-3.